# Konjunktion (logik)
 For alternative betydninger, se Konjunktion. (Se også artikler, som begynder med Konjunktion)
Konjunktion er en betegnelse i logik og matematik for et udsagn eller en funktion, der resulterer i værdien sand, når begge operander er sande og ellers værdien falsk.
I logik skrives en konjunktion:
P & Q
eller
P ∧ Q
og læses: Det er tilfældet at P og det er tilfældet at Q.